# 鮮血と絶叫のメロディー/引き裂かれた夜
『アングスト』（ドイツ語: Angst）は、1983年に公開されたオーストリアのホラー映画。実在の殺人犯、ヴェルナー・クニーシェック(Werner Kniesek)が1980年に起こした殺人事件を題材に描いた猟奇映画である。主役の殺人犯を演じたのはアーヴィン・リーダー(Erwin Leder)、監督はゲラルト・カーグル(Gerald Kargl)で、ズビグニュー・レプチェインスキー(Zbigniew Rybczyński)と共同で脚本も担当した。公開からまもなく、この映画はヨーロッパ全土で上映禁止となった。
日本では『鮮血と絶叫のメロディー/引き裂かれた夜』という題名でVHSビデオが発売されたのみであったが、2020年7月3日に『アングスト/不安』という題名でこの作品が劇場公開された。
原題の『Angst』は、ドイツ語で「不安、心配、苦悩、恐れ」の意味。

## ストーリー
刑務所から保釈されていた殺人犯・Kは、相手の目に映る恐怖心が見たい、という欲望に駆り立てられ、殺人の衝動に突き動かされていた。食堂に立ち寄った彼は、カウンター席に座っていた2人の少女を襲おうとするも、公共の場ではそれができずにいた。タクシーを拾った彼は運転手の女性を殺そうとするが、彼女が不審に思って車を止めると逃げ出した。その最中にある屋敷を見つけた彼は、そこに侵入した。屋敷には、母、息子、娘が暮らしており、息子は車椅子で生活していた。母と娘が帰宅すると、殺人犯は一旦隠れたのち、一家を襲撃した。母と娘の身体を縛り、娘の口にテープを貼って口が利けないようにした。Kは息子の身体を屋敷の2階にある浴室に引き摺っていき、息子の頭を浴槽の中に沈めて溺死させた。階下に戻ると、母は死にかけていた。母に薬を与えるよう娘は懇願し、Kはその通りにしたが、自分が殺そうとする前に母が事切れると激怒し、母が掛けていた車椅子を壁にぶつけた。娘が逃げようとしているのに気付いたKは彼女を追いかけた。Kは娘を滅多刺しにして殺害し、彼女の身体から出た血を飲み、直後に彼女の身体に向けて嘔吐した。
翌朝、彼女の身体のそばで目覚めたKは、着ていた服を少しだけ脱ぎ、身体は血で塗れた。Kは一家が所有していた車のトランクの中に一家の遺体を詰め込んだ。新たに犠牲者となる相手に遺体を見せ付けることで戦慄させようと考えた。彼は一家が飼っていた犬を車の助手席に座らせた。半狂乱状態で車を運転中に別の車に追突し、数人がこの場面を目撃した。以前に立ち寄った食堂に入った彼は犬に餌を与えようとするが、車の登録番号を書き留めた警察から尋問を受ける。彼は車のトランクを開け、中に入っていた遺体を見せ付けた。彼は逮捕された。
映画は、情緒不安定な子供時代の経験が原因で根付いた嗜虐的な性向が彼を殺人へと駆り立てた、という医療記録の語り手による声明で幕を閉じる。

## 出演
- 殺人犯・K - アーヴィン・リーダー
- 娘 - ズィルヴィア・ライダー
  - カーリン・シュプリンガー（声の出演）
- 母 - イーデット・ロセット
  - ヨーゼフィーネ・ラカタ（声の出演）
- 息子 - ルドルフ・ゴッツ

## 映画について
2012年、フランスでは『Schizophrenia』（『統合失調症』）という題名でこの映画のBlu-ray discが発売された。2015年、映画配給会社の『Cult Epics』はこの映画のDVDとBlu-rayを発売し、アメリカ合衆国において一部の映画館で上映した。言語はドイツ語のほか、フランス語による吹替音声もあり、DVDおよびBlu-rayに収録されている。日本では2020年7月3日にこの映画が上映され、2021年には日本語盤のDVDおよびBlu-rayが発売となった。なお、日本語吹替版は無い。
『Ozus' World Movie Reviews』のデニス・シュワルツ(Dennis Schwarz)は、この映画を「A-」と評価し、映画の撮影技術、劇中での音楽、殺人犯を演じたアーヴィン・リーダーの演技力を称賛した。シュワルツは「映画の中で繰り広げられる胸糞悪い精神異常者による背信行為と暗い映像に対し、ものの見事に恐怖と嫌悪感が込み上げてくる」と結論付けた。
『Bloody Disgusting』のミーガン・ナバーロ(Meagan Navarro)は「『ヘンリー：ある連続殺人鬼の肖像』(Henry: Portrait of a Serial Killer、1986年にジョン・マクノートン〈John McNaughton〉が監督した映画）でさえ、この映画の前ではいささか単調に思えてしまう」と、この映画を高く評価している。
フランスの映画監督、ギャスパー・ノエ(Gaspar Noé)は、フランス国内でこの映画のVHSビデオが発売されると購入し、この映画を少なくとも50回は視聴したという。また、彼が気に入っている映画の1つにこの『アングスト』を挙げている。

## 参考
1. ↑  “世界各国で上映禁止！　常軌を逸した実録スリラー「アングスト　不安」7月公開”. 映画.com. (2020年5月14日) 2020年6月17日閲覧。
2. ↑  REBEKAH MCKENDRY (2017年1月5日). “Banned!: 10 Horror Movies You Weren’t Supposed to See”. blumhouse.com. 2017年1月7日時点のオリジナルよりアーカイブ。2021年2月6日閲覧。
3. ↑  Steven Jay Schneider (2001年6月18日). “The Anti-Hannibal Hannibal Gerald Kargl's Angst”. ce-review.org. 2001年7月8日時点のオリジナルよりアーカイブ。2021年2月6日閲覧。
4. ↑  “Angst Blu-ray (France)”. blu-ray.com. 2017年6月28日閲覧。
5. ↑  “Angst Blu-ray” (2015年6月10日). 2020年4月7日閲覧。
6. ↑  Dennis Schwartz. “"It has Henry: Portrait of a Serial Killer (1986) vibes."”. 2016年5月9日時点のオリジナルよりアーカイブ。2021年2月6日閲覧。
7. ↑  Navarro, Meagan (2018年6月15日). “Butcher Block - Brutal Psycho-Killer Home Invasion ‘Angst’ is Extreme”. Bloody Disgusting.com. 2018年6月16日時点のオリジナルよりアーカイブ。2018年12月11日閲覧。
8. 1 2  Kerr Lordygan (2015年11月5日). “GASPAR NOE'S FIVE FAVORITE FILMS”. Rotten Tomatoes. 2015年11月6日時点のオリジナルよりアーカイブ。2021年2月7日閲覧。
9. ↑  The Ion Pack (2019年3月11日). “Gaspar Noé Offers Us Advice on Getting High and How to Watch His Sometimes Gruesome Films”. interviewmagazine.com. 2019年3月24日時点のオリジナルよりアーカイブ。2021年2月7日閲覧。
10. ↑  Erik McClanahan (2015年10月29日). “Here’s the Movie That Inspired Every Gaspar Noé Movie, Including the 3-D Porn in ‘Love’”. indiewire.com. 2016年6月11日時点のオリジナルよりアーカイブ。2021年2月7日閲覧。